# タキヤ
タキヤ株式会社（英: Takiya Co.Ltd）は、かつて存在した兵庫県を中心に近畿地方へ店舗を展開していた日本のドラッグストア。ウエルシアホールディングスの完全子会社であった。

## 概要
ハピコムの関西圏のコア企業に位置付けられていた。
新しいタイプの業態にも取り組んでおり、2009年8月に同じイオングループでコンビニエンスストア事業を手がけるミニストップとノウハウを結集したドラッグ&コンビニ融合店舗を展開。2010年8月には当社とミニストップ、さらに当社と同じくハピコムの一員であるCFSコーポレーションの3社が共同でドラッグストアとコンビニエンスストアが融合した新業態店舗の開発並びにフランチャイズ事業を展開する株式会社れこっずを設立したが、2014年9月にミニストップへ吸収合併された。
2015年3月1日にウエルシア薬局を傘下に持つウエルシアホールディングスの完全子会社となった。同年6月1日には従来の「タキヤメンバーズカード」に替わり、Tポイントの取り扱い並びに「ウエルシアTカード」の発行を開始し、同年8月までに店舗屋号をこれまでの「TAKIYA」から以前使用していた「ウエルシア」に変更した。同年12月1日にはウエルシア薬局へ吸収合併され、同法人格は消滅した。

## 沿革
- 1962年（昭和37年）2月 - タキヤ商事株式会社（タキヤしょうじ）が設立（創業は1920年）。
- 1987年（昭和62年） - ジャスコ株式会社（現・イオン株式会社）がドラッグ事業を創業。
- 1995年（平成7年） - ジャスコが、ドラックス株式会社を設立しドラッグ事業部を分離独立。
- 2000年（平成12年）4月12日 - ジャスコ（現・イオン）がタキヤ商事に資本参加。タキヤ商事がイオングループに参画する。
- 2001年（平成13年）8月21日 - タキヤ商事がドラックスと合併しタキヤ株式会社に商号変更[1]。
- 2010年（平成22年）
  - 5月20日 - 子会社のコンドウ薬局を吸収合併。
  - 5月21日 - ミニストップ、CFSコーポレーションとの業務提携を発表。
  - 8月20日 - ミニストップ・CFSコーポレーションの共同出資により、株式会社れこっずを設立。
- 2014年（平成26年）9月1日　- 株式会社れこっずがミニストップに吸収合併。
- 2015年（平成27年）
  - 3月1日 - 簡易株式交換により、シミズ薬品と共にウエルシアホールディングスの完全子会社となる[2]。
  - 6月1日 - Tポイントの取り扱い並びに「ウエルシアTカード」の発行を開始。Tポイントの取り扱い開始に伴い、「タキヤメンバーズカード」は前日の同年5月31日をもってサービスが終了となり、タキヤポイントの精算値引の有効期限（最終購入日から1年間）をもって廃止となる。
  - 9月1日 - 東証一部に上場していたCFSコーポレーションが株式交換により、ウエルシアホールディングスの傘下に入ったことに伴い、株主優待券の相互利用開始。
  - 12月1日 - グループ会社のウエルシア薬局株式会社へ吸収合併され解散[3]。
- 2016年（平成28年）6月30日 - この日をもって、CFSコーポレーション発行の株主優待券の利用終了。

## 店舗
2015年8月時点
- 兵庫県：47店舗
- 大阪府：28店舗
- 奈良県：3店舗
- 京都府：4店舗